# Umred
Umred é uma cidade  no distrito de Nagpur, no estado indiano de Maharashtra.

## Geografia
Umred está localizada a 20° 51′ N, 79° 20′ L. Tem uma altitude média de 280 metros (918 pés).

## Demografia
Segundo o censo de 2001, Umred tinha uma população de 49,573 habitantes. Os indivíduos do sexo masculino constituem 51% da população e os do sexo feminino 49%. Umred tem uma taxa de literacia de 75%, superior à média nacional de 59.5%: a literacia no sexo masculino é de 81% e no sexo feminino é de 68%. Em Umred, 12% da população está abaixo dos 6 anos de idade.